# Nicole Vattier
Pour les articles homonymes, voir Vattier.
Nicole Caroline Valérie Vattier est une actrice française, née le 19 mai 1910 à Lorient (Morbihan) et morte le 12 janvier 2007 à Beaumont-sur-Oise (Val-d'Oise).

## Biographie
Née à Lorient d'Alphonse Vattier, officier, et de Cécile Louise Pauline Richard, elle passe une partie de son enfance au Maroc où son père a été affecté juste avant la Première Guerre mondiale. De retour en France en 1918 la famille s'installe à Bourg-la-Reine, où Nicole Vattier se marie en 1933 avec Pierre Émile Gabriel de Brabander, fils d'un banquier belge installé à Paris. Ils divorceront en 1943.
Elle est la sœur de l'acteur Robert Vattier (« Monsieur Brun » dans l'adaptation au cinéma de la Trilogie marseillaise de Marcel Pagnol), et la mère de Claudine Vattier, comédienne puis adaptatrice de théâtre.

## Filmographie
- 1932 : Maurin des Maures d'André Hugon (Tonia)
- 1933 : L'Illustre Maurin d'André Hugon (Tonia)
- 1934 : Aux portes de Paris de Jacques de Baroncelli et de Charles Barrois
- 1935 : Gaspard de Besse d'André Hugon (Thérèse)
- 1935 : Bourrasque de Pierre Billon (Ayada ben Moktar)
- 1935 : Vogue, mon cœur de Jacques Daroy (Ginette Dumont-Vallier)
- 1936 : Le cœur dispose de Georges Lacombe
- 1938 : Mirages d'Alexandre Ryder (Lucie)
- 1938 : Si tu reviens de Jacques Daniel-Norman
- 1950 : Les Souvenirs de Maurin des Maures de André Hugon
- 1958: Tabarin de Richard Pottier (Madame Leroux)